# 1921-22年韃靼斯坦饑荒

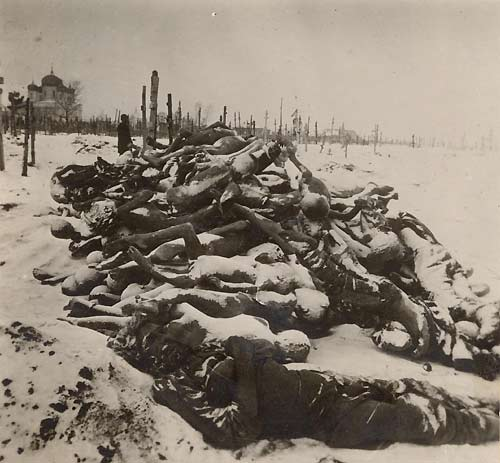
1921年當做墓地位置的數百具遺體

1921-22年韃靼斯坦饑荒，發生於俄国内战時期，當時並遇上乾旱，導致韃靼斯坦共和國發生大規模飢荒，大概2000000伏尔加鞑靼人餓死。

## 影響
在1921年底，蘇聯為應對飢荒設立專門委員會。一直到1922年8月，進口8,000,000普特(俄羅斯磅)的食品，包括2000000磅種子，一筆貸款。受影響地區的21萬人，其中大部分是兒童，被疏散到中亞，白俄羅斯和西伯利亞。
蘇聯政府邀請國際組織建立整個韃靼斯坦共和國的緊急供餐點。估計饑荒受害者數目在400000-600000人，86,000個農場消失，飢荒之後，共和國的領導被免職。

## 人口
饑荒造成韃靼斯坦和伏爾加－烏拉爾河流域大概2000000人死亡，佔蘇聯保加爾韃靼人人口的一半，被形容是饑餓種族滅絕。減少的人口即時被俄羅斯人口填充，全俄韃靼社會聯盟要求聯合國譴責1921年韃靼斯坦饑荒是針對韃靼人的種族滅絕。

## 腳註

### 延伸閱讀
- Mizelle, Peter Christopher. . District of Columbia, USA: University of Virginia. May 2002.
- Açlıq 1921-1922, Tatarstanda/Ачлык 1921-22, Татарстанда". Tatar Encyclopaedia (in Tatar). Kazan: The Republic of Tatarstan Academy of Sciences. Institution of the Tatar Encyclopaedia. 2002